# Ribamar Batista
Ribamar Batista (* 14. Juli 1955 in São Paulo) ist ein ehemaliger brasilianischer Fußballspieler auf der Position eines Stürmers.

## Karriere
Ribamar Batista begann seine Karriere 1973 beim FC São Paulo und kam 1976 nach Chile zu Independiente de Cauquenes. 1979 wurde Eugenio Jara Trainer des Klubs und das Team qualifizierte sich zusammen mit den Santiago Wanderers, Audax Italiano und Deportes Arica für die Aufstiegsrunde. Diese Liguilla war das einzige Mal, dass der Klub kurz vor dem Aufstieg in die Primera División stand. Batista war mit 37 Toren einer der Garanten für die erfolgreiche Saison und gewann den Titel des Torschützenkönigs. Nach der erfolgreichen Saison wechselte der Angreifer zu Audax Italiano in die Primera División, wo er unter Hernán Godoy unangefochtener Stammspieler war. Zudem spielte Batista noch für Green Cross Temuco und Deportes Valdivia. In der ersten Liga kam der Offensivakteur 148 Mal zum Einsatz und erzielte dabei 43 Treffer.

## Auszeichnungen
- Torschützenkönig der chilenischen Segunda División: 1979